# Отношения Бельгии и ДР Конго
Отношения Бельгии и Демократической Республики Конго — двусторонние дипломатические отношения между Бельгией и Демократической Республики Конго (ДРК). Первые контакты между нациями состоялись во время исследования реки Конго Генри Мортоном Стэнли.

## История
После окончания экспедиции Генри Мортона Стэнли в Конго состоялась Берлинская конференция и король Бельгии Леопольд II получил эту территорию на праве личной собственности. 18 октября 1908 года парламент Бельгии проголосовал за присоединение Свободного государства Конго. 15 ноября 1908 года Леопольд II официально отказался от личного контроля над Конго и передал его государству Бельгии, в результате чего было образовано Бельгийское Конго. В период существования Свободного государства Конго, как утверждается, реализовывалась жесткая экономическая политика, которая предусматривала квоты на производство каучука, что должно было выполняться с использованием принудительного труда. Другие культуры были также выращены в Конго.

## Политические отношения
После пятидесяти лет независимости ДРК визит короля Бельгии Альберта II был встречен противоречиво, поскольку его брат Бодуэн, как сообщалось, был связан с убийством премьер-министра Патриса Лумумбы, и семья Лумумбы пыталась возбудить уголовное дело против 12 бельгийцев, основываясь на том, что пытки и убийство их родственника представляют собой военное преступление.
Министр связи ДРК Ламберт Менде Омаланга назвал «недопустимым отношение бельгийского политического класса к тому, чтобы рассматривать конголезские проблемы как внутренние дела своей страны», а также «очень странно чисто воображаемое приглашение» бельгийских солдат для участия в военных парадах в Киншасе. Затем он добавил: «колонизированный формат отношений окончен». Министр по развитию сотрудничества Бельгии Шарль Мишель затем выразил удивление по поводу этих замечаний и потребовал уважения к своей стране.
Во время визита делегации бельгийского правительства в ДРК в 2008 году президент Жозеф Кабила заявил, что ему не понравилось заявление делегации о необходимости защиты прав человека. Жозеф Кабила сказал: «Бельгия должна сделать выбор в отношении тех отношений, которые она хочет установить с Демократической Республикой Конго. У нее есть выбор между хорошими отношениями в качестве партнера с суверенным и независимым государством или в формате господин-раб. Отмечу, что каждый раз, когда министр иностранных дел Бельгии приезжает в ДРК, то ведёт себя очень высокомерно, как будто наши гости приезжают сюда, чтобы читать нам лекции. Это неприемлемо. Конго и я никогда не примут этого».
В декабре 2016 года, когда президент Жозеф Кабила объявил о переносе выборов и о том, что он не уйдет в отставку, несмотря на прекращение конституционного мандата, правительство Бельгии объявило, что оно «пересмотрит» свои отношения с ДРК. Бельгийское правительство также посоветовало своим гражданам не посещать ДРК из-за политических беспорядков. В апреле 2017 года было объявлено, что правительство ДРК сообщило военному атташе Бельгии в Киншасе, что страна приостановит военное сотрудничество с Бельгией после того, как министр иностранных дел Дидье Рейндерс раскритиковал выбор президента Жозефа Кабилы о назначении в качестве нового премьер-министра Брюно Чибала.

## Дипломатические представительства
У Бельгии есть посольство в Киншасе, генеральное консульство в Лубумбаши и два почетных консульства в Матади и Гоме. У ДРК есть посольство в Брюссельском столичном регионе и генеральное консульство в Антверпене. Посол Бельгии в Киншасе — Йохан Индеке, а временный поверенный в делах ДРК в Брюсселе — Пол Криспин Кахози бин Булонго.